# Parectopa lespedezaefoliella
Parectopa lespedezaefoliella är en fjärilsart som beskrevs av James Brackenridge Clemens 1860. Parectopa lespedezaefoliella ingår i släktet Parectopa och familjen styltmalar. Inga underarter finns listade i Catalogue of Life.